# Emphyleuscelus rufiventris
Emphyleuscelus rufiventris is een keversoort uit de familie bladrolkevers (Attelabidae). De wetenschappelijke naam van de soort werd in 1997 gepubliceerd door Hamilton.